# Vladimir Ivašov
Vladimir Ivašov (Mosca, 28 agosto 1939 – Mosca, 23 marzo 1995) è stato un attore sovietico.

## Filmografia parziale

Vladimir Ivašov e Žanna Prochorenko in Ballata di un soldato (1959)

### Attore
- Ballata di un soldato (Ballada o soldate), regia di Grigorij Čuchraj (1959)
- Tuči nad Borskom, regia di Vasilij Sergeevič Ordynskij (1960)
- Evdokija, regia di Tat'jana Lioznova (1961)

## Doppiatori italiani
- Massimo Turci in Ballata di un soldato

## Premi
- Medaglia al valore del lavoro (1967)
- Artista onorato della RSFSR (1969)
- Artista popolare della RSFSR (1980)